# Kein Platz für Liebe
Pour plus de détails, voir Fiche technique et Distribution.
Kein Platz für Liebe est une comédie allemande réalisée par Hans Deppe sur un scénario basé sur l'histoire du même nom de Wolfgang W. Parth (de) et sortie en 1947.
Le film a été réalisé dans la zone d'occupation soviétique en Allemagne par la société publique DEFA. Il fait partie de la tradition d'après-guerre des films de décombres. Son intrigue tourne autour de la pénurie de logements dans les décombres d'une ville bombardée.

## Synopsis
Pendant la Seconde Guerre mondiale, Hans Winkelmann a reçu dix jours de congé loin du front Est. Lors d'une excursion, il rencontre la jeune Monika, qu'il a aidé à étudier pour un rôle dans la pièce La Fiancée  de Messine de Friedrich von Schiller. Un amour fort nait entre eux, scellé par un mariage à distance (de) après son retour au front de guerre. Seul le grand-père de Monika, l'acteur William Spier n'est pas d'accord avec ce rapprochement. Le couple ne se reverra que trois ans plus tard dans un Berlin en ruine, où Hans travaille dans une usine. Il dort chez la mère d'un camarade de guerre qui possède un magasin de légumes. Monika quant à elle dirige une petite entreprise de publicité et vit dans une chambre avec son grand-père, qui enseigne le théâtre, car le reste de l'appartement a été bombardé. C'est ainsi que le couple, malgré le mariage, n'a pas encore passé de nuit de noces.
Plus tard, Hans essaie d'attirer sa propriétaire dans un cinéma afin qu'il puisse utiliser son appartement sans être dérangé pour passer du temps avec Monika. Celle-ci comprend la suggestion et accepte d'acheter des produits frais au marché de gros pour l'après-midi. Pour que le couple ne soit pas dérangé, on lui remet une pancarte lui indiquant laquelle accrocher à la porte. Hans prépare soigneusement la salle, met la table et accueille sa femme avec impatience. Mais peu de temps après, quelqu'un commence à frapper à la porte du magasin et le bruit devient de plus en plus fort. Quand Hans jette un coup d'œil, il se rend compte qu'il a accidentellement accroché le mauvais panneau, indiquant les marchandises nouvellement arrivées, les obligeant à se séparer.
Ensuite, Monika tente de déjouer son grand-père en lui offrant une place de théâtre pour la pièce Kabale und Liebe. Après beaucoup de persuasion, elle parvient à le faire accepter, bien qu'il puisse imaginer la raison du cadeau. Alors il emballe ses affaires et menace de déménager, ce qu'il ne fait pas. Lors d'une forte tempête de neige, il se réfugie sous le porche d'un magasin d'antiquités et cherche son billet de théâtre. Puis la propriétaire de la boutique arrive et le reconnaît comme un ancien collègue. Autour d'une bouteille de vin, ils se remémorent tous les deux leurs souvenirs et se font beaucoup de compliments.
À la maison, Hans et Monika découvrent que le grand-père a oublié son billet et attendent maintenant son retour. Comme il y a aussi une coupure de courant, ils se dirigent vers le Großer Tiergarten pour échapper à la neige et passer un moment tranquille. Mais ils sont chassés par un garde, qui les soupçonne de vouloir voler des légumes qui sont plantés. Le couple se rend ensuite les jours suivants à chercher en vain un appartement. Le parcours officiel via l'office du logement est infructueux et la recherche basée sur les annonces ne fonctionne pas non plus en raison d'un malentendu.
Finalement, la rencontre fortuite du grand-père avec son ancienne collègue conduit à un nouvel amour et il emménage avec elle. Hans et Monika ont enfin leur propre espace de vie commune.

## Fiche technique
- Titre original : Kein Platz für Liebe
- Titre international : No Place for Love
- Réalisation : Hans Deppe
- Scénario : Hans Deppe, Margarete Hackebeil, Wolfgang W. Parth (de)
- Photographie : Kurt Schulz
- Montage : Lilian Seng
- Musique : Hanson Milde-Meissner
- Direction artistique : Otto Erdmann
- Pays de production : Allemagne
- Langue originale : allemand
- Format : noir et blanc
- Genre : comédie
- Durée : 82 minutes
- Dates de sortie :
  - Allemagne : 31 mars 1947

## Distribution
- Bruni Löbel : Monika
- Heinz Lausch : Hans Winkelmann
- Ernst Legal : William Spier
- Elsa Wagner : Niobe
- Margarete Kupfer : Frau Kruse
- Hans Neie : Peter
- Wilhelm Bendow : Der Verdrießliche
- Franz-Otto Krüger : Der Sehnsüchtige
- Walter Gross : (comme Walter Groß)
- Ewald Wenck :
- Knut Hartwig :
- Erich Dunskus :